# Rop draguljarne Graff Diamonds
Rop draguljarne Graff Diamonds je potekal 6. avgusta 2009, ko sta dva moška, ki sta vstopila kot stranke v Graff Diamonds v ulici New Bond v Londonu in ukradla nakit v vrednosti skoraj 40 milijonov funtov (65 milijonov dolarjev). Bilo je verjeti, da bo največji rop v Veliki Britaniji do tedaj, in drugi največji britanski rop po £ 53.000.000 napadu na Securitas deponijo v Kentu v letu 2006. Plen tatov je znašal 43 kosov nakita, ki je sestavljen iz obročev , zapestnic, ogrlic in zapestnih ur. Ena sama ogrlica je vredna več kot 3.5m funtov. Britanski prejšnji največji rop nakita je potekal tudi v Graff-u v letu 2003. Od septembra 2014 noben od ukradenih draguljev ni bil najden.

### Rop
Roparji so uporabili storitve profesionalnega make-up umetnika, ki jim je spremenil lase s pomočjo lasulje, njihove barve kože in njihove značilnosti z uporabo lateksa prostetike. Umetnik se je štiri ure trudil s preoblekami, ker so mu povedali, da je za videospot. Ko so se videli v ogledalu je Aman Kassaye komentiral: "Moja mati me ne bi prepoznala sedaj," njegov pomagač pa se je smejal in odgovoril: "To je gotovo dobra stvar, kajne?" Tudi v letu 2006 je make-up studio nevede pomagal preobleči člane tolpe, ki je oropala Securitas skladišče .
6. avgusta, 2009 ob 04:40 sta dva lepo oblečena moška vstopila v Graff Diamonds trgovino nakita, pred katero sta prišla s taksijem in dve kratkocevni strelni orožji, ki sta jih uporabljala za grožnje osebju. Nista poskušala prikriti svojih obrazov pred varnostnimi kamerami, zaradi svoje dovršene preobleke. Čeprav je eden od roparjev je nosil usnjene rokavice, so mu varnostniki dovolili vstop, saj so bili navajeni na ekscentrično vedenje nekaterih super bogatih strank.
Petra Ehnar, trgovinska pomočnica, je bila prisiljena (s pištolo) izprazniti vitrine skladišča. Ukradeno je bilo skupno 43 prstanov, zapestnic, ogrlic in ur. Za nekaj časa je bila talka in je bila prisiljena iti na ulico ulico med pobegom tatov. Povedala je, da bi jo roparji ubili, če nebi opravila njihovih zahtev. Po spustitvi talke zunaj trgovine, je eden od roparjev ustrelil v zrak, da bi ustvaril zmedo in bi tako lažje pobegnili s kraja v modrem BMW vozilu. To vozilo je bilo parkirano v najbližji Dover ulici, kjer je bil drugi strel izstreljen v zemljo, medtem ko sta roparja zamenjala vozilo, srebrni Mercedes. V Farm ulici sta spet zamenjala vozilo, po tem dogodku pa ni bilo nadaljnje informacije v zvezi z njima.
Vsi diamanti so lasersko gravirani z logotipom Graff in identifikacijsko številko Ameriškega Gemološkega Inštituta .
Detektivi ki so preiskovali rop so izjavil: "Vedeli so kaj so iskali in sumimo, da so že imeli trg za dragulje." Podrobnosti osumljencev so bila razposlane v vsa pristanišča in letališča, vendar policija sumi, da so imeli tatovi dovršeno pripravljene evakuacijske poti in so že zapustili državo.
Rop je preiskovala ekipa Barnes Flying Squad, ki jih vodi detektiv in glavni inšpektor Pam Mace.

### Finančna izguba Graff Diamonds
Ker ni bilo nič od ukradenega nakita najdenega od marca 2011, je Graff Diamonds, ki je v lasti milijarderja tajkuna Laurenca Graffa, izgubil več kot US $ 10.000.000 (6.600.000 £) zaradi ropa. Dejanska vrednost kosov za namene zavarovanja, je znašala 39.000.000 $ (26 milijonov GBP). Ampak Nicholas Paine, tajnik družbe, pa pravi da so v sindikatu, za zavarovanca Graff odgovorni samo za 28.900.000 $.

### Aretacije in obsodbe
Roparje so kmalu ujeli, ko je policija preiskali enega od avtomobilov za pobeg, ki so jih roparji zapustili. Odkrili so mobilni telefon, ki sta ga roparja Aman Kassaye in Craig CALDERWOOD pustila v avtu, po trčenju v črn taksi. Po trčenju, sta v naglici, da preideta v drugo vozilo, roparja pozabila mobilni telefon, ki je bil zagozden med vozniškim sedežem in ročno zavoro. Anonimne številke, shranjene na mobilnem telefonu so hitro pripeljale policijo do odkritja identitete roparja.
Dne 20. avgusta 2009 sta dva moška, Craig CALDERWOOD, 26, brez stalnega prebivališče, in Solomun Beyene, 24, iz Lilestone Road, London NW8, bila obtožena v zvezi z ropom. Dne 21. avgusta je bil tretji moški, Clinton Mogg, 42, iz Westby Road, Bournemouth, prav tako obtožen. CALDERWOOD in Beyene sta bila v priporu Westminster Magistrates do sojenja. 22. avgusta, se je Mogg pojavil v Westminstrer Magistrates sodišču. Vsi trije so bili pridržani v priporu do sojenja na Kingston Crown sodišču 1. septembra. Četrti človek, star 50, je bil aretiran in obtožen. Do sredine oktobra, je bilo deset moški osumljencov aretiranih v zvezi z ropom. Obtožbe zoper posameznike vključuje zaroto z drugimi v zvezi z ropom, poskus umora, pridržanje talca, posest strelnega orožja in z uporabo pištole upiranje aretaciji.
Aman Kassaye, ki je načrtoval in izvedel rop, je bil spoznan za krivega zarote in ropa, ugrabitve in posedovanja strelnega orožja, po trimesečnem sojenju v sodišču Woolwich Crown. Dne 7. avgusta 2010 je bil obsojen na 23 let zapora. Trije drugi moški - Solomun Beyene, 25, iz Londona, Clinton Mogg, 43, iz Bournemoutha in Thomas Thomas, 46, Kingston upon Thames - so bili zaprti za 16 let po tem, ko so bili tudi oni spoznani za krive zarote in ropa.
Od marca 2011 ni bil nobeden od ukradenega nakita vrnjen. Strokovnjaki menijo, da je nakit bil verjetno razdrt, tako da bi se lahko drage kamne anonimno preprodajalo potem, ko bi bili na novo oblikovani.

### Prejšnje ropi
Graff Diamonds je bil že prej tarča številnih odmevnih ropov.
Leta 1980, sta dva gansterja iz Chicaga, oborožena s pištolo in ročno bombo ukradla nakit v vrednosti 1.500.000 £ iz prostorov Sloane Street. Mafijca Joseph Scalise in Arthur Rachel, ki sta potrebovala manj kot minuto, da izvršita kaznivo dejanje, sta bila prijeta enajst ur kasneje v Združenih državah Amerike. Izročili so jih v Anglijo, kjer so jima sodili, in zaprli za devet let. Njihov cilj je bil 26 karatni Marlborough diamant, vreden 400.000 £ in ni bil nikoli vrnjen .
Leta 1993, je bil v Hatton Garden delavskih prostorih ukraden nakit v vrednosti 7 milijonov funtov. Rop je bil pripisan skupini oboroženih roparjev, znani kot Rascal tolpa, ki je posledica Bedford Rascal kombijev, ki jih uporabljajo.
Leta 2003, v prostorih v ulici New Bond sta bila roparja dva moška iz mednarodne draguljarske tolpe Rožnati Panter, ki je ukradla 47 kosov nakita v vrednosti 23.000.000 £.
Leta 2005 so trije oboroženi roparji ukradli nakit v vrednosti 2.000.000 £ iz prostorov v ulici Sloane.
Leta 2007 sta dva roparja, ki sta prispela v prostore v ulici Sloane v Bentleyu Continental Flying Spur. Grozila sta osebju s puškami in ukradela nakit v vrednosti 10.000.000 £. V istem letu, so bili prostori Graff v Wafi City, Dubaj znova tarča Rožnatega Panterja, z uporabo dveh Audi A8 avtomobilov so se zapeljali direktno v prostore. Nakit vreden AED14.7 milijona (2,4 milijona funtov) je bil ukraden, čeprav so ga kasneje odkrili, ko sta dva od tolpe (oba Srba) bila aretirana.